# 6451 Kärnten
A 6451 Karnten (ideiglenes jelöléssel 1991 GP10) a Naprendszer kisbolygóövében található aszteroida. Freimut Börngen fedezte fel 1991. április 9-én.